# 2186년 7월 16일 일식
2186년 7월 16일 일식은 달이 지구와 태양 사이를 지나면서 태양을 완전히 가리는 개기일식이다. 개기일식은 달의 시직경이 태양의 시직경보다 커서 태양을 다 가릴 수 있을 때 일어난다. 개기일식은 매우 좁은 지역에서만 관측 가능하며, 대부분의 다른 지역에서는 부분일식으로 관측된다.
남부 갈라파고스 제도 (에스파뇰라 섬 남단에 걸쳐 최대 4분), 남아메리카 북부, 특히 에콰도르의 북쪽 끝 (산타로사 섬에서 최대 3분 26초), 중앙 콜롬비아 (보고타를 포함해 최대 4분 50초), 베네수엘라 중앙, 북부 가이아나 (북부 애나레지나에서 최대 7분 4초)를 지나갈 개기 일식이다.

## 극도의 지속
이는 7분 29초로 최대 지속, 적어도 기원전 4000년에서 기원후 8000년 사이의 가장 긴 개기 일식이 될 것이다.